# Peer Steinbrück
Peer Steinbrück (ur. 10 stycznia 1947 w Hamburgu) – niemiecki polityk i ekonomista, działacz Socjaldemokratycznej Partii Niemiec (SPD), w latach 2002–2005 premier Nadrenii Północnej-Westfalii, minister finansów w rządzie Angeli Merkel od 2005 do 2009, deputowany do Bundestagu.

## Życiorys
Po uzyskaniu matury w 1968 i odbyciu dwuletniej służby wojskowej w latach 1970–1974 studiował ekonomię i socjologię na Uniwersytecie Chrystiana Albrechta w Kilonii.
W 1969 wstąpił do Socjaldemokratycznej Partii Niemiec. Od 1974 do 1976 pracował w federalnym Ministerstwie Planowania Przestrzennego, Budownictwa i Rozwoju Miast, a od 1976 w federalnym Ministerstwie Badań i Technologii. Od 1977 do 1978 był osobistym referentem kolejnych ministrów badań i technologii: Hansa Matthöfera i Volkera Hauffa. Następnie do 1981 pracował w Urzędzie Kanclerza Federalnego. W 1981 był zatrudniony w wydziale ekonomicznym Stałego Przedstawicielstwa RFN w Berlinie będącym wówczas stolicą NRD. W latach 1981–1982 powrócił do pracy w federalnym Ministerstwie Badań i Technologii jako osobisty referent ministra Andreasa von Bülowa.
Od 1983 pracował w biurze frakcji SPD w Bundestagu, a od 1985 w Ministerstwie Środowiska, Planowania Przestrzennego i Rolnictwa Nadrenii Północnej-Westfalii. W latach 1986–1990 kierował biurem premiera tego kraju związkowego Johannesa Raua. Od 1990 do 1998 pracował w rządzie krajowym Szlezwiku-Holsztynu jako sekretarz stanu Ministerstwie Natury, Środowiska i Rozwoju Regionalnego (do 1992), sekretarz stanu w Ministerstwie Gospodarki, Technologii i Transportu (1992–1993) oraz minister gospodarki, technologii i transportu (1993–1998).
Od 1998 ponownie pracował w rządzie krajowym Nadrenii Północnej-Westfalii: do 2000 pełnił funkcję ministra gospodarki, przedsiębiorczości, technologii i transportu, a w latach 2000–2002 był ministrem finansów. W 2002 zastąpił Wolfganga Clementa na stanowisku premiera Nadrenii Północnej-Westfalii. Po wyborach z 22 maja 2005 utracił stanowisko na rzecz Jürgena Rüttgersa z CDU. Od 2000 do 2005 zasiadał w miejscowym landtagu.
13 października 2005 w wyniku utworzenia tzw. wielkiej koalicji CDU/CSU-SPD, został desygnowany na stanowisko ministra finansów w rządzie Angeli Merkel. Objął tę funkcję 22 listopada 2005 i wykonywał ją do 28 października 2009. Jednocześnie pełnił funkcję wiceprzewodniczącego SPD.
W wyborach w 2009 i 2013 uzyskiwał mandat posła do Bundestagu XVII i XVIII kadencji. W trakcie kampanii wyborczej w 2013 był kandydatem SPD do objęcia stanowiska kanclerza, jednak jego ugrupowanie ponownie przegrało wówczas z chadekami. W 2016 zrezygnował w zasiadania w niemieckim parlamencie. Został następnie doradcą zarządu przedsiębiorstwa ING-DiBa wchodzącego w skład koncernu ING Groep.

## Życie prywatne
Jest żonaty, ma troje dzieci.

## Odznaczenia
- Order Zasługi Nadrenii Północnej-Westfalii (z urzędu, 2002)